# جونیا ناکانو
جونیا ناکانو (انگلیسی: Junya Nakano؛ زادهٔ ۲۸ فوریهٔ ۱۹۷۱) آهنگساز، تنظیم اهل ژاپن است.